# Vermicella
Genre
Synonymes
- Neelaps Günther, 1863

Vermicella est un genre de serpents de la famille des Elapidae.  

## Répartition
Les 6 espèces de ce genre sont endémiques d'Australie. 

## Description
Ce sont des serpents ovipares et venimeux.

## Liste des espèces
Selon The Reptile Database (2 septembre 2014) :
- Vermicella annulata (Gray, 1841)
- Vermicella calonotus (Duméril, Bibron & Duméril, 1854)
- Vermicella intermedia Keogh & Smith, 1996
- Vermicella multifasciata (Longman, 1915)
- Vermicella snelli Storr, 1968
- Vermicella vermiformis Keogh & Smith, 1996

## Publications originales
- Günther, 1858 : Catalogue of Colubrine Snakes in the Collection of the British Museum, London, p. 1-281 (texte intégral).
- Günther, 1863 : On new species of snakes in the collection of the British Museum. Annals and Magazine of Natural History, sér. 3, vol. 11, p. 20-25 (texte intégral).